# Застава М70
Застава М70 је аутоматска пушка калибра 7.62x39mm коју је производила за потребе некадашње Југословенске народне армије од 1971. године Завод Црвена застава, односно Застава оружје, до 2015. године, у Крагујевцу. Функционише на принципу позајмице барутних гасова. Производи је предузеће Застава Оружје из Крагујевца. Израђена је у моделима M70, M70A, M70B, M70AB, M70A1, M70AB1, M70AB2, M70AB2N-PN и M70B1N-PN. Налази се у наоружању у свим новим војскама настали разбијањем СФРЈ. Основно је оружје у јединицама Војске Србије.

## Историја
Настала је као југословенска варијанта популарне совјетске пушке АК-47 „Калашњиков“, коју је конструисао Михаил Тимофејевич Калашњиков 1947. године. АК-47, у оригиналној верзији АКМ, почела је да се користио од 1949. у тадашњој Совјетској армији.
Серијска производња полуаутоматске пушке М59 калибра 7,62 х 39 mm у Застави Оружје започела је 1964, када фабрика формира самостални развој конструкције производа. До тада је развој конструкције вршен искључиво у Војнотехничком институту у Београду. Исте године започиње развој аутоматске пушке, система „Калашњиков“, која је 1967. године добила назив М67. На бази М67, развијена је 1969. аутоматска пушка у калибру 7.62 х 39 mm. Она је 1970. названа М70 и тада је усвојена у наоружање ЈНА
За разлику од модела АКМ и других изведених модела, који су се производили у другим државама, М70 има могућност гађања и тромблонском мином.

## Фамилије 7,62
У фамилији 7,62 mm налази се и пушкомитраљез М72, који је израђиван и у варијантама M72B, M72B1, M72B1N и M72AB1. Мада користи зрно истог калибра као и М70, пушкомитраљез М72 користи метак са већим барутним пуњењем због чега испаљено зрно има већу почетну брзину.
Сходно војној доктрини Југословенске народне армије о наоружавању по стандарду НАТО и варшавског пакта, рађене су верзије у НАТО калибру 5,56 x 45 mm М90 јуришна пушка, М90 пушкомитраљез и М85 аутомат, и у НАТО калибру 7,62 x 51 mm М77 јуришна пушка.

## Намена аутоматске пушке М70
М70 намењена је за неутралисање и уништавање непријатељске живе силе, ватрених средстава, уништавање борбених возила, гађање бункера и утврђених зграда, осветљавање и задимљавање бојишта. Поред наведеног могу се гађати и циљеви у ваздуху, као што су падобранци, хеликоптери и ниско летећи авиони. По потреби се на пушку може монтирати пригушивач пуцња и одговарајућа оптика.

## Основне борбене особине пушке М70
Пушка М70 може користити пушчани метак 7,62 × 39 mm са обичним, панцирно-запаљивим и обележавајућим зрном или тромблонске мине: тренутну, кумулативну, осветљавајућу и задимљавајућу.
Пушчана паљба је могућа јединачном и рафалном паљбом. Зависно од врсте паљбе разликују се и оптимални резултати гађања: јединачном паљбом до 400m, кратким рафалима (3—5 метака) до 300m, дугим рафалима (10—15 метака) до 200m. Запречна паљба више стрелаца постиже оптималне резултате и до 600m. Гађање циљева у ваздуху (хеликоптери, падобранци) је могуће до 500m. Нишанска даљина гађања је 1000m. Борбени комплет пушке чини 5 оквира у које може стати до 30 метака.
Домет тромблонских мина зависи од врсте мине: тренутна тромблонска мина до 240m, кумулативна мина до 150m. При гађању осветљавајућом мином најбољи ефекат постиже се када се мина испали под углом од 45°.

## Главни делови пушке М70
Главни делови аутоматске пушке 7,62 мм М70 су:
- цев са нишанима,
- гасна комора са регулатором гасова,
- гасни цилиндар са дрвеном облогом,
- носач затварача са клипом,
- затварач,
- сандук са рукохватом,
- механизам за окидање,
- повратни механизам,
- рап (резервни алат и прибор).

## Варијанте
- М70Б1 - аутоматска пушка са дрвеним кундаком
- М70А - аутоматска пушка са преклопним металним кундаком
- М70АБ2 - аутоматска пушка са преклопним металним кундаком
- M70AБ3 - аутоматска пушка са потцевним бацачем граната ГП-25
- М72 - пушкомитраљез
- М91 - полуаутоматска снајперска пушка
- М92 - аутомат

## Опције
- Потцевни бацач граната
- Оптички нишан
- Пасивни нишан
- Добош капацитета 75 метака

## Корисници
- Авганистан
- Албанија
- Ангола
- Босна и Херцеговина
- Хрватска
- Кипар
- Демократска Република Конго
- Ирак
- Јордан
- Кенија
- Либерија
- Либија
- Северна Македонија
- Мали
- Црна Гора
- Мозамбик
- Никарагва
- Палестина
- Руанда
- Србија
- Словенија
- Сомалија
- Сирија
- Танзанија
- Република Српска - бивши корисник